# Église Notre-Dame de Saint-Germain-des-Fossés
Ne doit pas être confondu avec Basilique Notre-Dame de Saint-Germain-des-Fossés.
L’église Notre-Dame est une église située en France sur la commune de Saint-Germain-des-Fossés, dans le département de l'Allier en région d'Auvergne-Rhône-Alpes. Elle fait partie de l'ensemble constituant le prieuré de Saint-Germain-des-Fossés. Elle ne doit pas être confondue avec la basilique Notre-Dame de Saint-Germain-des-Fossés, établie en centre-ville, qui l'a remplacée en tant qu'église paroissiale.

## Localisation
L'église est située sur la commune de Saint-Germain-des-Fossés, dans le département français de l'Allier, au sud de la ville.

## Historique
L'église a été construite au XIIe siècle.
L'édifice est classé au titre des monuments historiques depuis le 12 mai 1969.

## Description
L'église, de style roman, est surmontée d'un clocher coiffé d'un dôme à impériale. La nef comporte trois travées et elle est munie de bas-côtés. Le transept n'est pas saillant. Le chevet est constitué d'une abside flanquée de deux absidioles.
Une chapelle latérale date du XVe siècle. C'est dans l'absidiole nord qu'était installée la statue de la Vierge, objet d'un pèlerinage le 2 juillet, avant qu'elle ne soit transférée dans la nouvelle basilique.
Elle abrite des peintures murales du XIIIe siècle.
L'église accueille depuis 1994 un orgue Haerpfer-Erman de plus de 800 tuyaux. Cet orgue a été démonté pour être déplacé ; cependant, après avoir été démonté, il a été placé dans un entrepôt et s'y trouve toujours[réf. souhaitée].